# Trichotanypus admirabilis
Trichotanypus admirabilis är en tvåvingeart som beskrevs av Makarchenko 1983. Trichotanypus admirabilis ingår i släktet Trichotanypus och familjen fjädermyggor. Inga underarter finns listade i Catalogue of Life.